# Первопесьяновское сельское поселение
Первопесьяновское се́льское поселе́ние — муниципальное образование в Ишимском районе Тюменской области Российской Федерации.
Административный центр — посёлок Заозерный.

## История
Статус и границы сельского поселения установлены Законом Тюменской области от 5 ноября 2004 года № 263 «Об установлении границ муниципальных образований Тюменской области и наделении их статусом муниципального района, городского округа и сельского поселения»

## Население
| 2010 | 2011 | 2012 | 2013 | 2014 | 2015 | 2016 |
| ---- | ---- | ---- | ---- | ---- | ---- | ---- |
| 957  | ↘955 | ↘938 | ↘932 | ↘929 | ↘928 | ↘916 |
| 2017 | 2018 | 2019 | 2020 | 2021 |      |      |
| ↗921 | ↘895 | ↘878 | ↘845 | ↗850 |      |      |

## Состав сельского поселения
| № | Населённый пункт | Тип населённого пункта          | Население |
| - | ---------------- | ------------------------------- | --------- |
| 1 | Бурлаки          | деревня                         | 0         |
| 2 | Екатериновка     | деревня                         | 101       |
| 3 | Заозерный        | посёлок, административный центр | 526       |
| 4 | Красивая         | деревня                         | 5         |
| 5 | Первопесьяново   | село                            | 267       |
| 6 | Речка            | деревня                         | 58        |